# 立德棒球場
22°37′48″N 120°17′21.6″E / 22.63000°N 120.289333°E
高雄市立立德棒球場，簡稱立德棒球場，原名高雄市棒球場，是位於台灣高雄市前金區的棒球場，為台灣南部歷史最悠久的棒球場，興建於日治時代，但確切年代已不可考。1974年因第1屆台灣區運動會在高雄市舉行而進行改建，才有今日球場的雛形。為了紀念以棒球場附近的河濱國小為主體的立德少棒隊分別在1974年、1977年獲得美國威廉波特世界少棒大賽兩次冠軍，時任高雄市長王玉雲經市議會同意後，把球場改為現名，而球場大門前也因此以少棒球員形象設置了一球員塑像。
在中華職棒於1990年開打後，也以立德棒球場作為主要比賽場地，直到2005年球季結束為止。與其它台灣棒球場最大的不同是觀眾席最前排地面幾乎與比賽場地同高，及外野觀眾席與內野一樣設有遮棚。
立德棒球場因舉辦2009年世界運動會壘球賽事而進行了30多年來的首次大規模改建，外野觀眾席被拆除以草皮替代，內野遮棚被拆除重建，白色波浪形遮棚取代了簡單造型的舊遮棚。

## 球場簡介
立德棒球場位於高雄市區愛河畔，鄰近前金國中、七賢國中、高雄地方法院和高雄捷運前金站，地理位置優越，交通四通八達。
本球場除唯一在內野全部邊線架設鐵網的球場之外，外野觀眾席的設計也是十分特別的，球場的優點即外野看台均有架設頂棚，可遮陽及擋雨。
雖然澄清湖棒球場在各方面都比立德棒球場好，但立德棒球場仍是南部舉行各項棒球比賽時不可或缺的主場地，若能適時加以改建、增強功能，或另謀適宜場所興建新式的大型球場，以因應更多的運動活動之舉辦。
高雄市政府為籌辦2009年世界運動會，配合壘球項目賽事的進行，已將球場軟硬體設施改建，並將外野看台拆除，與愛河景觀結合。

## 球場資訊
- 座落地址：高雄市前金區市中一路217號
- 觀眾席數：1,258席
- 右外野：330英尺（100）
- 中外野：400英尺（120）
- 左外野：330英尺（100）

## 重要日期
- 職棒首戰：1990年3月29日（兄弟象1：7三商虎）
- 明星賽：1990年、1991年、1995年
- 季後賽：無
- 總冠軍賽：1990年、1991年、1993年、1997年、2001年
- 國際比賽：2003年第十一屆IBA世界青少棒錦標賽、2009年世界運動會壘球比賽

## 圖片集

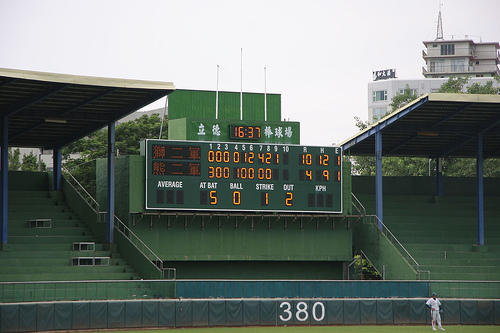
改建前立德棒球場記分版
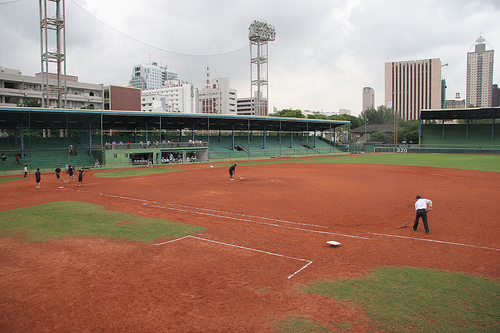
改建前立德棒球場內野看台
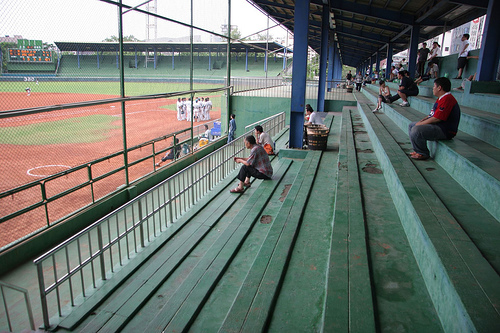
改建前立德棒球場內野看台
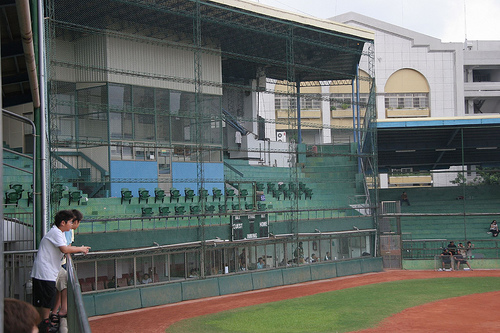
改建前立德棒球場本壘看台

## 附註
1. ↑  二軍例行賽在立德棒球場使用至2006年球季結束為止。

## 外部連結
- 立德棒球場在台灣棒球維基館上的頁面（繁體中文）
- 中華職棒大聯盟全球資訊網-高雄市立德棒球場 （页面存档备份，存于）